# La Rue pavoisée
La Rue pavoisée est un tableau peint par Raoul Dufy en 1906. Cette huile sur toile représente une rue du Havre un 14 Juillet. Elle est conservée au musée national d'Art moderne, à Paris.